# Línea 196 de TMB
La línea 196 es una línea regular de autobús urbano de la ciudad de Barcelona gestionada por la empresa TMB. Hace su recorrido entre la plaza de John F. Kennedy y Bellesguard donde tiene enlace con el Funicular del Tibidabo. La frecuencia de la línea en días laborables es de 15min.

## Recorrido
- Desde Pl. Kennedy a Bellesguard por: Av. Tibidabo, Lluís Muntadas y el Parque de la Fuente del Rincón.

- Desde Bellesguard a Pl. Kennedy por: Parque de la Fuente del Rincón, Manuel Ramon, Carles Riba, lateral de la Ronda de Dalt, Bosch i Alsina y Av. Tibidabo.

## Horarios
| 196        | Primer servicio A: Bellesguard | Último servicio A: Pl. Kennedy | Primer servicio A: Bellesguard | Último servicio A: Pl. Kennedy |
| Laborables | 07:30                          | 07:40                          | 22:00                          | 22:15                          |
| Sábados    | 07:30                          | 07:40                          | 22:00                          | 22:15                          |
| Festivos   | 07:30                          | 07:40                          | 22:00                          | 22:15                          |

## Otros datos
| Prestación                   | Disponibilidad en la línea |
| ---------------------------- | -------------------------- |
| Adaptada a                   | Sí                         |
| TMB iBus (tiempo de espera ) | Sí                         |
| Pantallas informativas*      | Sí                         |
| Línea de tránsito rápido     | No                         |
| Circula en días festivos     | Sí                         |

*Las pantallas informativas dan a conocer al usuario dentro del autobús de la próxima parada y enlaces con otros medios de transporte, destino de la línea, alteraciones del servicio, etc.